# Aeroporto del Lussemburgo
L'Aeroporto del Lussemburgo (IATA: LUX, ICAO: ELLX) è l'unico scalo aereo del Granducato di Lussemburgo, nonché unico hub della compagnia di bandiera lussemburghese Luxair.
Situato 5 km a nord-est della città di Lussemburgo, sul territorio dei comuni di Sandweiler e Niederanven, l'aeroporto è comodamente accessibile con l'autostrada (uscita 9) e con due linee di autobus (29 e 16). Una stazione ferroviaria è al momento in costruzione sotto al terminal A.

## Storia
È dal 1930 che i pionieri lussemburghesi dell'aviazione scelsero il sito di Findel per praticarvi la loro passione. La guerra ritardò tale progetto e fu solo nel 1945 che l'aeroporto di Findel cominciò le sue attività. Fu ufficialmente inaugurato nel 1946.
Con una pista in erba e un piccolo edificio in legno, l'aeroporto accoglieva già più di mille aerei nel 1946, un numero che è aumentato costantemente. Tale traffico intenso esigeva, alla metà degli anni 1950, la costruzione di due piste: una di 2000 m per 60 m e l'altra di 1600 m per 50 m; e nel 1954 la pista principale, ingrandita (2850 m) e migliorata con le ultime tecnologie, permise finalmente al Granducato di essere dotato di un aeroporto internazionale aperto anche ai voli notturni.
Questa crescita dell'aeroporto è parzialmente dovuta alla compagnia di bandiera lussemburghese Luxembourg airlines rinominata nel 1962 Luxair. L'inizio degli anni 1970 vede nascere il progetto di estensione della pista principale e, inoltre, lo sviluppo del settore cargo con la creazione di Cargolux, compagnia cargo lussemburghese che ha contribuito alla modernizzazione delle infrastrutture dell'aeroporto e dei suoi equipaggiamenti (come, ad esempio, il sistema ILS che permette di atterrare con qualsiasi condizione meteorologica). Negli anni 1990, è entrata in servizio una nuova torre di controllo che ha centralizzato i servizi di controllo aereo e radiotecnico.
La costruzione di una nuova aerostazione di gran lunga più grande, per accogliere fino a 3 milioni di passeggeri all'anno, fu affidata a LuxAirport nel 2002. Dopo circa 6 anni di lavori, i nuovi terminal A e B hanno visto la luce del giorno e sono stati ufficialmente aperti al pubblico rispettivamente il 21 maggio 2008 e nel 2006. Una linea ferroviaria collegante l'aeroporto alla stazione di Lussemburgo è in corso di realizzazione.
A fine dicembre 2014, sono transitati all'Aeroporto Findel 2,47 milioni di passeggeri.

## Descrizione dell'aeroporto
L'entrata in servizio del nuovo aeroporto di Lussemburgo-Findel ha costituito una profonda metamorfosi per il traffico aereo in provenienza e a destinazione del Lussemburgo. Oggigiorno, l'aeroporto dispone delle infrastrutture necessarie per poter accogliere nel migliore dei modi fino a 3 milioni di passeggeri all'anno.

### Descrizione della pista
L'aeroporto è dotato di un'unica pista.
- Pista 06/24
  - Lunghezza: 4000 m
  - Larghezza: 60 m
  - Superficie: Asfalto
  - Frequenza ILS : 109.9/110.7

### Servizi aeronautici dell'aeroporto
L'aeroporto è suddiviso in sette servizi principali:
- AIS - Servizio delle Operazioni Aeronautiche
- P&CH - Ponts e Chaussées
- ATC - Servizio di controllo della Circolazione Aerea
- RAD - Servizio Radiotecnico
- ELE - Servizio Elettrotecnico
- SIS - Servizio incendio e salvataggio
- MET - Servizio meteorologico

Inoltre, l'aeroporto possiede un segretariato.